# Nowy Jasieniec Iłżecki
Nowy Jasieniec Iłżecki (prononciation : [ˈnɔvɨ jaˈɕɛɲɛt͡s iu̯ˈʐɛt͡ski]) est un village polonais de la gmina d'Iłża dans le powiat de Radom de la voïvodie de Mazovie dans le centre-est de la Pologne.
Il se situe à environ 7 kilomètres au sud-ouest d'Iłża (siège de la gmina), 32 kilomètres au sud de Radom (siège de le powiat) et à 123 kilomètres au sud de Varsovie (capitale de la Pologne).

## Histoire
De 1975 à 1998, le village appartenait administrativement à la voïvodie de Radom.